# Gretl
Gretl (acrônimo de Gnu Regression, Econometrics and Time-series Library) é um software livre que compila e interpreta dados econométricos. O programa é escrito na linguagem C e usa o Gnuplot para gerar gráficos. Algumas de suas principais características estão listadas abaixo:
- Possui uma interface fácil e intuitiva, em vários idiomas, entre eles alemão, basco, chinês tradicional, espanhol, francês, grego, inglês, italiano, polonês, português (europeu e brasileiro), russo, tcheco, turco, etc.
- Incorpora uma grande variedade de estimadores: mínimos quadrados, máxima verossimilhança, GMM; para equações simples e sistemas de equações, com dados de corte transversal, séries temporais e dados em painel.
- Métodos de series temporais: ARIMA, ARCH/GARCH, VAR e VECM, testes de raiz unitária e cointegração, filtro de Kalman, etc.
- Modelos não-lineares: logit, probit, tobit, mínimos quadrados não-lineares, etc.
- Modelos de regressão de séries com frequências distintas via abordagem MIDAS (Mixed Data Sampling).
- Pode ser utilizado em conjunto com os programas X-12-ARIMA, TRAMO/SEATS, R, Stata, Python, Julia, Octave (programa compatível com o Matlab) e Ox.
- Inclui a possibilidade de produzir arquivos LaTeX dos modelos estimados.
- Pode ser usado com interface em linha de comando.

Existem várias resenhas sobre o Gretl no Journal of Applied Econometrics e no Journal of Statistical Software.

## Tipos de dados compatíveis
Gretl possui seu próprio formato de dados (baseado em XML). Além disso ele pode importar dados dos seguintes programas/formatos: Excel, Gnumeric, Stata, EViews, RATS 4, GNU Octave, SAS xport, SPSS, PcGive, JMulTi, Valores separados por vírgulas, Planilhas OpenDocument, Databank e ASCII. Pode exportar para: GNU Octave, GNU R, Valores separados por vírgulas, JMulTi e PcGive.